# 札幌市立真駒内曙小学校
札幌市立真駒内曙小学校（さっぽろしりつ まこまないあけぼのしょうがっこう）は、北海道札幌市南区真駒内曙町に存在した公立小学校。札幌市立真駒内南小学校に続いて1968年に開校された。少子高齢化の影響を受けて2007年から統合が検討され、2012年に札幌市立真駒内公園小学校に統合される形で閉校した。

## 歴史
真駒内地域は1957年に連合国軍最高司令官総司令部から北海道へ返還されて以降、急速な開発が進められた。それに伴って地域の児童数が増え、1961年の札幌市立真駒内小学校、1966年の札幌市立真駒内南小学校に続き、第三の小学校として真駒内曙小学校が開校された。開校当初の児童数は800人強であった。
真駒内曙小学校の児童数は増加し、数年で真駒内小学校と真駒内南小学校の児童数を追い抜き、1973年度に1200人を突破した。1973年度は第四の小学校である札幌市立真駒内緑小学校が開校された年度であったが、それ以降も児童数は安定した。1977年度にピークの1300人超に達した後、1983年度まで1200人以上を維持した。1983年度は隣接地区に札幌市立澄川南小学校が開校された年度であった。
しかしその後、真駒内曙小学校の児童数は減少の一途を辿る。相対的には真駒内南小学校や真駒内緑小学校に一時上回られながらも概ね4校の中で第1位の児童数を維持していたが、絶対的な児童数は1994年度に800人、1998年度に600人を割った。2000年度以降は真駒内南と真駒内緑を再び下回り、2003年度に400人を割り、2008年度時点で300人強まで減少した。
この少子高齢化による児童数減少に伴って適切な教育効果が得られないと判断した札幌市は、真駒内をはじめとする三地域での小学校の統合を2007年に検討。2008年からは「小規模校検討委員会」が発足して開校時期や通学区域などの検討を行った。2011年、真駒内曙小学校は真駒内小学校と統合して札幌市立真駒内公園小学校が開校されることに決定し、同年に2校の児童で交流会が開かれた。閉校式は2012年3月9日に挙行された。
同年4月、真駒内公園小学校が開校。校舎には真駒内曙小学校のものが転用された。